# Monte Piano
Monte Piano è un rilievo dei Monti Reatini che si trova nel Lazio, nella Rieti, nel comune di Leonessa.